# 气冷快中子反应堆

氣冷式快中子反應爐的示意圖。

氣冷式快中子反應爐（英語：Gas-cooled fast reactor），是一種研究中的快中子反應爐，屬於第四代反應爐。這種反應爐使用增殖性材料，並以氦氣或二氧化碳等氣體做為冷卻用。具有快中子譜和閉式燃料循環，可有效轉化可轉換鈾並管理錒系元素。
參考反應爐設計為氦冷系統，出口溫度為 850°C (1,560°F)，使用直接布雷頓循環 閉式循環燃氣渦輪機，熱效率高。正在考慮幾種燃料形式，因為它們有可能在極高溫度下運作並確保出色地保留裂變產物：複合陶瓷燃料、先進燃料顆粒或錒系元素化合物的陶瓷包覆元件。正在考慮基於針狀或板狀燃料組件或棱柱形塊的核心配置，與傳統燃料組件相比，這種配置可以實現更好的冷卻劑循環。
這些反應爐旨在用於核電廠發電，同時生產（增殖）新的核燃料。

## 反應爐設計
氣冷快中子反應爐最初設計時主要為增殖反應爐。這是因為當時人們認為現有反應爐的鈾燃料即將出現短缺。鈾價上漲的預期並未實現，但如果未來鈾需求增加，人們可能會重新燃起對快堆的興趣。
GFR 的基本設計是一種快中子反應爐，但在其他方面類似於高溫氣冷反應爐 (HTGR)。它與高溫氣冷反應爐 (HTGR) 設計的區別在於，其核心含有更高的可裂變燃料，以及一個不可裂變的增殖組件。由於鍊式反應由快中子維持，因此無需中子慢化劑。由於可裂變燃料含量較高，此設計的功率密度也高於高溫氣冷反應爐 (HTGR)。

## 燃料
在GFR反應爐設計中，機組依靠快中子運作；無需慢化劑來減慢中子速度。這意味著，除了鈾等核燃料外，還可以使用其他燃料。最常見的是釷，它吸收快中子並衰變為鈾233。這意味著GFR設計具有增殖特性—它們可以使用不適合輕水反應爐設計的燃料並進行增殖。由於這些特性，一旦將初始燃料裝入反應堆，機組可以數年無需燃料（有時甚至超過20年）。如果將這些反應爐用於增殖，則將燃料取出並分離生成的燃料以備將來使用是經濟的。

## 冷卻液
所用氣體種類繁多，包括二氧化碳或氦氣。它必須由中子捕獲 截面較低的元素組成，以防止正空泡係數和誘發放射性。使用氣體還可以消除相變引發爆炸的可能性，例如水冷反應爐（壓水反應爐,PWR)或沸水反應爐 ( BWR )）中的水在過熱或減壓時會閃蒸成蒸汽。使用氣體還能實現比其他冷卻劑更高的工作溫度，提高熱效率，並允許能量的其他非機械應用，例如生產氫燃料。

## 研究歷史
過去的試驗和示範計畫均採用了石墨慢化劑的熱堆設計。因此，真正的氣冷快堆設計從未達到臨界狀態。尚未克服的主要挑戰是堆內結構材料（包括核心和堆外結構材料）必須能夠承受快中子損傷和高溫（高達 1,600 °C [2,910 °F]）。另一個問題是低氦壓下的熱慣性低和散熱能力差，儘管這些問題與已建成的熱堆相同。彼得‧福特斯丘在通用原子公司任職期間，曾擔任高溫氣冷堆(HTGR) 和氣冷快堆 (GCFR) 系統初始研發團隊的負責人。 
氣冷計畫（熱譜）包括已退役的反應堆，如英國建造和運行的Dragon 反應爐、德國建造和運行的AVR 和THTR-300以及美國建造和運行的Peach Bottom和Fort St. Vrain。正在進行的示範包括日本的高溫工程測試反應爐，該反應爐於 1999 年使用插入棱柱形塊的燃料壓塊達到滿功率（30 MWth）和中國的HTR-10，該反應爐於 2003 年使用卵石燃料達到 10 MWth 的滿容量。 PBMR Pty 設計了一個 400 MWth 的卵石床模組化反應爐示範工廠，用於在南非部署，但於 2010 年撤回，俄羅斯研究機構聯盟正在與通用原子公司合作設計一個 600 MWth 的GT-MHR（棱柱形塊反應堆）。 2010 年，通用原子公司宣布了能量倍增模組反應爐設計，這是GT-MHR的先進版本。
捷克共和國、法國、匈牙利、斯洛伐克和波蘭目前正在開發歐洲氣冷快堆 (GFR) 演示裝置 ALLEGRO。 ALLEGRO 的主要目標是創建一個氦冷快堆的概念設計，該反應爐能夠在失水事故 (LOCA) 期間通過向包含反應爐壓力容器的保護容器中注氮來移除非能動衰變熱，並設計一個能夠承受 LOCA 事故期間升高的壓力（超過 10 巴）和溫度的氣密保護容器。